# Alisa (Vorname)
Alisa ist ein weiblicher Vorname.

## Herkunft und Bedeutung
Der Name Alisa ist in verschiedenen Sprachen eine Variante von Alice.

## Verbreitung
In Finnland hat sich der Name Alisa unter den 50 beliebtesten Mädchennamen etabliert.
In Aserbaidschan stieg der Name im Jahr 2019 in die Top-100 der Vornamenscharts auf. Im Jahr 2021 belegte er Rang 41 der Vornamenscharts.
Alisa steigt seit der Jahrtausendwende in der Top-100 der Vornamenscharts von Lettland auf. Belegte er im Jahr 2000 noch Rang 100 der Hitliste, erreichte er im Jahr 2020 bereits Rang 24.
In Moskau hat sich der Name unter den 10 meistvergebenen Mädchennamen etabliert.
Darüber hinaus ist der Name auch in Armenien, Bosnien-Herzegowina, der Republik Moldau und der Ukraine verbreitet.
In Deutschland ist der Name seit den 1980er Jahren geläufig und mäßig beliebt. Im Jahr 2021 belegte Alisa Rang 166 der Vornamenscharts. Besonders verbreitet ist er in Baden-Württemberg.

## Varianten
- Georgisch: ალისა Alisa
- Finnisch: Aliisa
  - Diminutiv: Alli, Iisa
- Isländisch: Alísa
- Russisch: Алиса Alisa
- Tatarisch: Алисә Alisä, Алиса Alisa
- Ukrainisch: Аліса Alisa

Für weitere Varianten: siehe Adelheid#Varianten

## Namensträgerinnen
- Alisa Buchinger (* 1992), österreichische Karateka

- Alisa Camplin (* 1974), australische Freestyle-Skispringerin
- Alisa Fuss (1919–1997), deutsch-israelische Pädagogin und Menschenrechtsaktivistin
- Alisa Geiger (* 1996), deutsche Fußballspielerin
- Alisa Harvey (* 1965), US-amerikanische Mittelstreckenläuferin
- Ailsa Land (1927–2021), britische Mathematikerin und Wirtschaftswissenschaftlerin
- Alisa Lepselter (* 1963), US-amerikanische Filmeditorin
- Alisa Margolis (* 1975), US-amerikanische Malerin
- Alisa Marić (* 1970), serbische Schachspielerin und Politikerin
- Alisa Melekhina (* 1991), US-amerikanische Schachspielerin
- Alisa Palmer (* 1963), deutsche Schauspielerin
- Alisa Iwanowna Poret (1902–1984), russische Malerin
- Alisa Vetterlein (* 1988), deutsche Fußballspielerin
- Alisa Weilerstein (* 1982), US-amerikanische Cellistin